# Cumbica
Cumbica é um bairro do município de Guarulhos, no estado de São Paulo.
Ocupa uma área de 23,05 km² e com população de 91 772 habitantes, segundo o Censo 2010, sendo o terceiro bairro mais populoso de Guarulhos (ficando atrás do Pimentas e Bonsucesso). Ao norte do bairro, localizam-se o Aeroporto Internacional de São Paulo/Guarulhos e a Base Aérea de São Paulo.

## História
Cumbica era originalmente uma fazenda que pertenceu ao ex-vereador paulistano (de origem portuguesa) Abílio Soares, sendo que este foi morto (em 1919) a tiros devido à uma desavença em relação à demarcação da área da fazenda. Em 1922, foi vendida pelos herdeiros de Abílio Soares por 650 000 contos de réis para as famílias Guinle e Samuel Ribeiro (que eram sócias), onde foi instalada a Empresa Agrícola Mavillis S/A. Em 1940, os proprietários doaram 90% da fazenda à União para que ali fosse construída uma base aérea militar, a Base Aérea de São Paulo. Cinco anos depois, os 10% restantes foram vendidos à Clawi Empreendimentos, uma imobiliária que administra loteamentos em Guarulhos. Devido à amizade da Família Guinle com o aviador Edu Chaves, entre as décadas de 20 e 30, foram iniciadas as atividades aéreas na Fazenda Cumbica, sendo implantada uma  pista de pouso no local.
Seu desenvolvimento se deu inicialmente com a construção da referida Base Aérea, posteriormente recebeu uma estação do Tramway da Cantareira, o famoso "Trem das Onze", o ramal para a base saía da antiga estação Guarulhos, que hoje é a praça IV Centenário, a ferrovia foi desativada, e logo depois foi construída a Via Dutra, atraindo várias indústrias para a região. Nos anos 80, recebeu o aeroporto, o que desenvolveu ainda mais a região, trazendo importantes redes de hotéis.

## Sistema viário
O bairro é cortado por três rodovias, sendo elas a Rodovia Presidente Dutra, Rodovia Helio Smidt (que faz ligação o Aeroporto) e Rodovia Ayrton Senna da Silva, o que garante grande fluxo de veículos leves e pesados no bairro. Além destas rodovias, merecem destaque as avenidas Papa João Paulo I, que leva ao bairro de Bonsucesso, Monteiro Lobato ligando Cumbica ao Centro Comercial de Guarulhos, e a Alberto Santos Dumont que corta todo o bairro até chegar em Ermelino Matarazzo na Zona Leste. Apresentam características industriais e comerciais. Há ainda outras vias como a Avenida Antônio Bardella, Avenida Orlanda Bérgamo e a Estrada Velha Guarulhos-São Miguel, local onde será instalado o parque tecnológico de Guarulhos.

## Indústrias
O distrito de Cumbica possui o maior parque industrial de Guarulhos, sendo que cerca de 50% das industrias do município localiza-se no local, mais precisamente na Cidade Satélite Industrial de São Paulo. Mais conhecida como Cidade Satélite, o local nasceu da ideia de formação de um condomínio industrial. O projeto original contemplava avenidas largas, escolas, creches, centros de convivência, parques e praças. Entretanto não é apenas na Cidade Satélite que aloca industrias. Grandes aglomerações industrias também são encontradas ao longo da Rodovia Presidente Dutra, Rodovia Ayrton Senna e Avenida Monteiro Lobato, além da Avenida Santos Dumont, que corta o bairro de norte a sul.

## Comércio
O distrito de Cumbica possui uma forte área comercial, centralizada nas esquinas das Avenidas Monteiro Lobato e Santos Dumont. Ali se encontra agências bancárias, lotéricas, Correios, cartórios eleitorais e um cartório de registo civil, além de inúmeros outros estabelecimentos comerciais e prestadoras de serviço. A rua capitão Aviador Valter Ribeiro é considerada a principal rua de comércio da região. Está área é considerada pela Lei de Zoneamento como sendo um dos sete subcentros do município.

## Movimento de Emancipação
Na década de 1980, criou-se a ASEC - Associação dos Empresários de Cumbica, que tinha por objetivo reunir todos os empresários da região de Cumbica para reivindicar melhorias na região. Perante o descaso do poder público às reivindicações, iniciou-se um movimento de emancipação do distrito. A ideia era criar um novo município que abrangeria todo o distrito de Cumbica. O movimento não obteve êxito, sendo que o tema voltou a tona em 2007 com algumas modificações: além de Cumbica, os distritos do Pimentas, Bonsucesso, Presidente Dutra, Aracília, Sadokim, Itaim e Água Azul também fariam parte deste novo município. O ressurgimento do tema foi visto com ceticismo e foi relegado pela sociedade civil organizada e população da região, bem como pela prefeitura e o projeto foi descontinuado.

## Bairros
Além da Cidade Satélite, o distrito de Cumbica possuí alguns bairros em seu interior, sendo os mais conhecidos:
- Cidade Jardim Cumbica - Localiza-se no sul do distrito, na confluência das avenidas Monteiro Lobato e Santos Dumont. É um misto de bairro comercial e residencial;
- Jardim São Manoel (Guarulhos) - Localiza-se no sul do distrito, possuindo características industriais;
- Conjunto Residencial Paes de Barros (Guarulhos) - Localiza-se no sul do distrito, possuindo forte característica residencial;
- Jardim Cumbica - Localiza-se no norte do distrito, na divisa com o Pimentas;
- Vila Nova Cumbica - Localiza-se no centro do distrito;
- Parque Uirapuru (Guarulhos) - Localiza-se as margens da Via Dutra, no centro norte do distrito;
- Jardim Santa Helena (Guarulhos) - Localiza-se entre os bairros Parque Uirapuru e Jardim Ottawa, no norte do distrito;
- Jardim Ottawa (Guarulhos) - Localiza-se as margens da Via Dutra, no norte do distrito;
- Jardim das Nações - Localiza-se no sul do distrito às margens da cerca do aeroporto internacional. É um misto de bairro comercial e residencial.
- Cidade Industrial Satélite de São Paulo - Cidade Satélite de Cumbica (Guarulhos) - Localiza-se no norte do distrito, interceptado pelo Viaduto da Avenida Santos Dumont;
- Parque Industrial Cumbica (Guarulhos) - Localiza-se ao norte do distrito também divisa com o Pimentas

## Etimologia
A etimologia da palavra "cumbica" ou precisamente "cumbuca" de onde se originou a palavra, é controversa e perdida no tempo. Algumas hipóteses de renomados historiadores como Mario Henrique Simonsen (Maçom) aventadas comumente, todas elas baseadas na língua tupi e guarani ou tupi-guarani (fusão das duas), são:
- "Buraco ou Ninho - de - serpentes ou animais com línguas - cortadas" (Tupi - guarani no vernáculo original de fusão das duas línguas)
- "nuvem baixa" sinal de "Perigo - eminente", "nevoeiro"[carece de fontes?]
- "mata da criança" (do tipi) ou e "destrói - idiotas - despreparados" (do guarani), a partir de kunumim (criança) e ka'a (mata)[6]
- variante de "cuimbuca", espécie de buraco no chão também mais tarde veio a denominar-se no guarani de copo, taça ou também de cuia[7]